# The Third Man (album)
The Third Man è un album in studio collaborativo dei musicisti jazz italiani Enrico Rava e Stefano Bollani, pubblicato nel 2007.

## Tracce
Tutte le composizioni sono di Enrico Rava, eccetto dove indicato.

1. Estate (Bruno Brighetti, Bruno Martino) - 8:39
2. The Third Man (Stefano Bollani, Enrico Rava) - 5:10
3. Sun Bay - 4:35
4. Retrato Em Branco y Preto (Antônio Carlos Jobim) - 7:46
5. Birth of a Butterfly - 7:28
6. Cumpari - 4:51
7. Sweet Light - 6:11
8. Santa Teresa (Bollani) - 4:48
9. Felipe (Moacir Santos) - 5:10
10. In Search of Titina - 4:27
11. Retrato Em Branco y Preto, Var. (Jobim) - 7:42
12. Birth of a Butterfly, Var. - 5:15

## Formazione
- Enrico Rava - tromba
- Stefano Bollani - piano